# 쉬융창
쉬융창(중국어: 徐永昌, 병음: Xú Yǒngchāng, 한자음: 서영창, 1887년 12월 15일 ~ 1959년 7월 12일)은 중화민국의 군인으로, 자는 차신(次宸)이다. 1948년 12월 22일부터 1949년 4월 22일까지 중화민국 국방부의 부장(장관)이었으며, 1945년 9월 2일 제2차 세계 대전을 끝낸 일본의 항복 문서에서 중화민국 대표로 서명하였다.

## 같이 보기
- 중화민국의 역사